# Karl 2. af Mecklenburg-Strelitz
Karl II (født 10. oktober 1741, død 6. november 1816) var regerende hertug af Mecklenburg-Strelitz fra 1794 til 1815 og den første storhertug af Mecklenburg-Strelitz fra 1815 til sin død i 1816. Inden han blev regerende hertug, var han guvernør i Hannover fra 1776 til 1786.
Han var søn af hertug Karl af Mecklenburg-Strelitz og lillebror til sin forgænger, regerende hertug Adolf Frederik 4. af Mecklenburg-Strelitz. I 1815 blev han storhertug, da Mecklenburg-Strelitz blev ophøjet til storhertugdømme. Han blev efterfulgt som storhertug af sin søn Georg 1.

## Eksterne links
- Wikimedia Commons har flere filer relateret til Karl 2. af Mecklenburg-Strelitz